# Ola T. Lånke

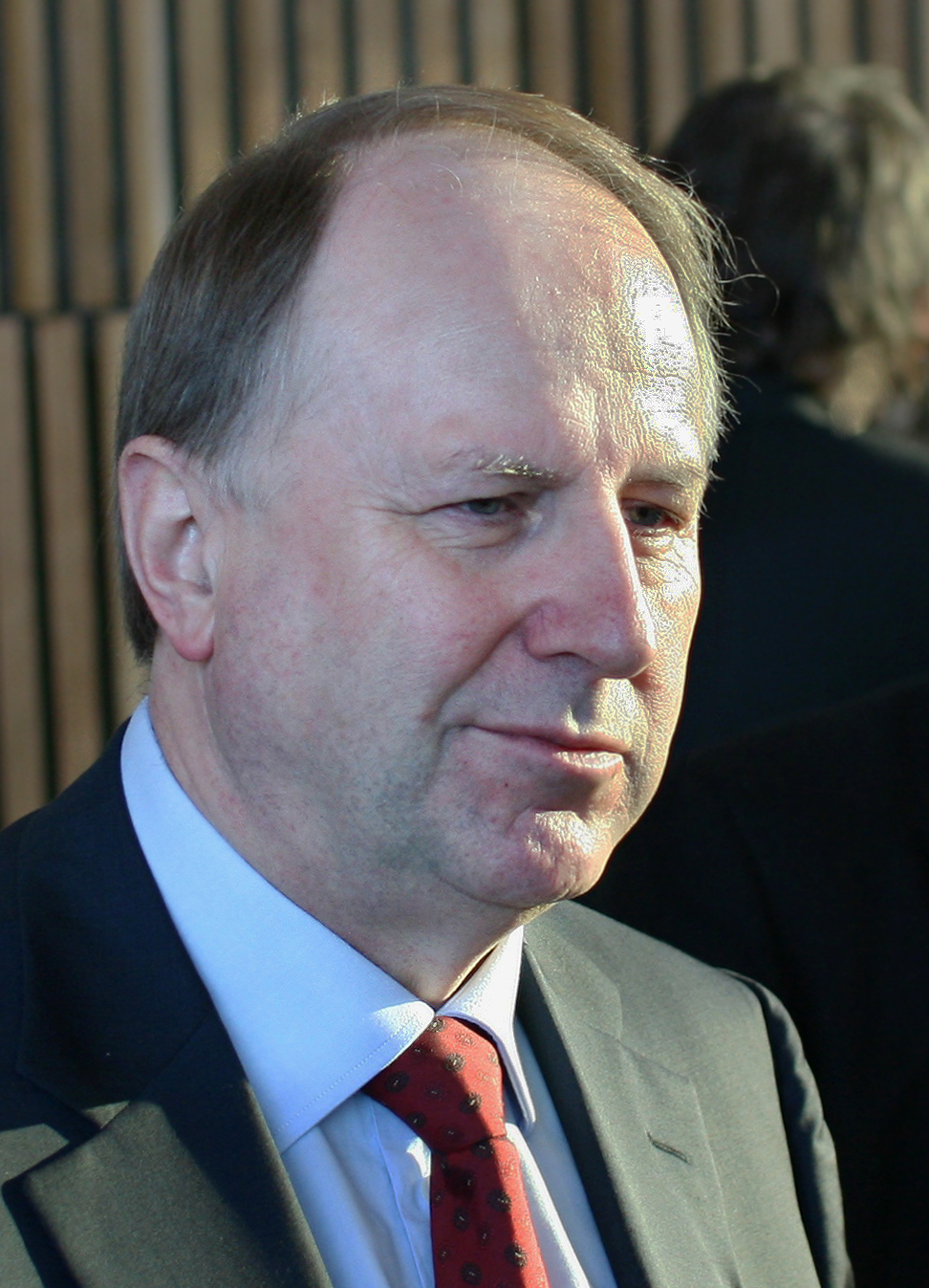
Ola T. Lånke (2009)

Ola T. Lånke (* 18. März 1948 in Rennebu) ist ein norwegischer Politiker der Kristelig Folkeparti (Christliche Volkspartei).

## Leben
Lånke war von 1972 bis 1974 stellvertretender Vorsitzender der Jugendorganisation der Christlichen Volkspartei und von 1975 bis 1976 deren Vorsitzender. Zwischen 1978 und Ende der 1980er war Lånke hauptberuflich als Kaplan tätig. 1990 wurde er politischer Berater im kirchlich-kulturellen Ressort. Zwischen 1991 und 1993 war er Abgeordneter in der Stadtverordnetenversammlung von Trondheim. Zwischen 1992 und 1993 war er Vorstandsmitglied der Christdemokraten in Sør-Trøndelag.
Lånke wurde 1993 erstmals für Sør-Trøndelag ins norwegische Parlament Storting gewählt vertrat die Provinz dort bis 2009. 2006 wurde er zum Vizepräsidenten des Lagting gewählt und war dadurch bis 2009 Mitglied des Parlamentspräsidiums. 1997 wurde er in den Vorstand der Kristelig Folkeparti gewählt.
Von 2011 bis 2015 war er Bürgermeister der Kommune Rennebu.